# خواجة حفيظ الله
خواجة حفيظ الله الكشميري (1735–1815 م)، المعروف أيضًا باسم مولوي حفيظ الله، كان تاجرًا من أصل كشميري في القرن الثامن عشر. كان هو وابن أخيه، خواجة عليم الله، من الأعضاء المؤسسين لمؤسسة دكا نواب، وهي أكبر مؤسسة عقارية يملكها أي مالك أرض في شرق البنغال خلال الفترة الاستعمارية البريطانية.

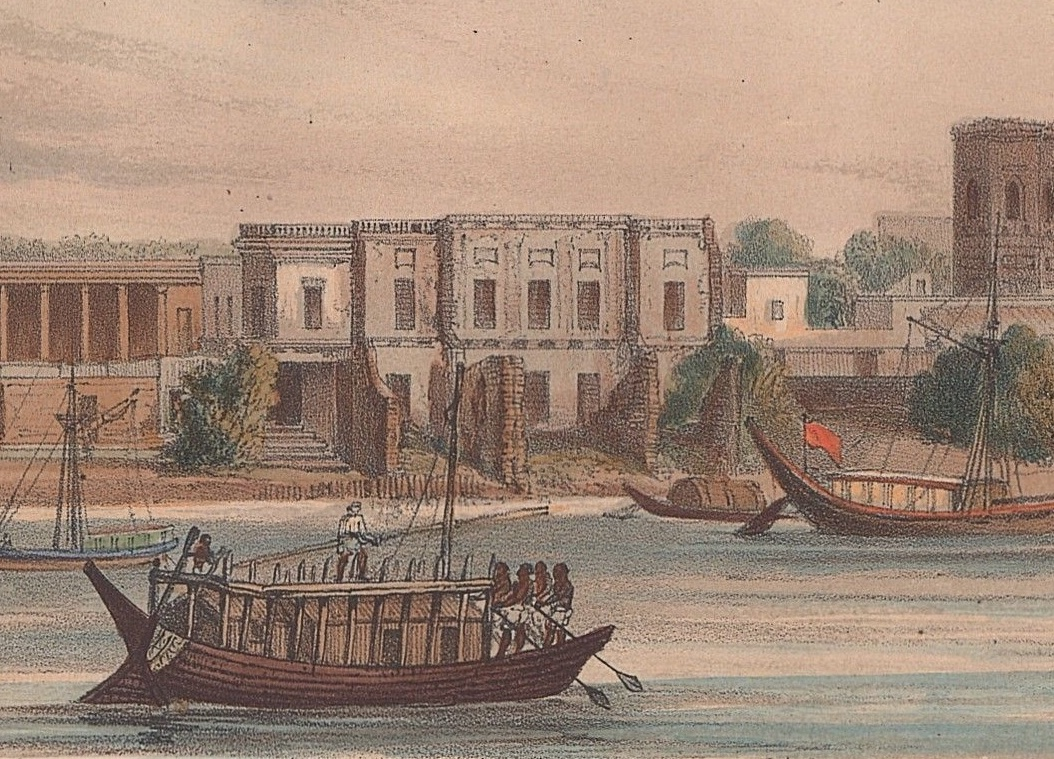
بيت حفيظ الله على ضفة نهر بوريجانجا (طبعة حجرية تعود إلى عام 1847 م)

تعاون حفيظ الله مع التجار اليونانيين والأرمن في دكا وقام بتطوير أعماله في مجال الجلود والملح والتوابل. وبموجب قانون التسوية الدائمة للبنغال، اشترى بعض الأراضي للعقار. في عام 1806، حصل على أول قطعة أرض له في أتيا برغنا في منطقة ميمنسغ [الإنجليزية] آنذاك مقابل حصة قدرها 4 آنا من سند رهن عقاري بقيمة 40.000 روبية. في عام 1812، اشترى أيلا فولجهوري في سونداربانس التي تبلغ مساحتها حوالي 44000 فدان مقابل 21000 روبية مقابل طلب إيرادات قدره 372 روبية سنويًا.

## الوفاة والإرث
كان لحفيظ الله ثلاث زوجات بما في ذلك دهان بيبي. وبعد وفاته، ورث تركته زوجاته مع ابن أخيه خواجة عليم الله (ابن أخيه الأكبر أحسن الله).